# Andreas Vonderach
Andreas Vonderach (* 1964) ist ein deutscher freiberuflicher Historiker, Anthropologe und Buchautor der Neuen Rechten.

## Leben
Vonderach wurde als älterer von zwei Söhnen des Soziologen Gerd Vonderach, vormaliger Ordinarius an der Universität Oldenburg, geboren. Er wuchs in Oldenburg auf und studierte nach dem Abitur 1983 am Herbartgymnasium Oldenburg Geschichte und Geographie in Oldenburg und Anthropologie (u. a. bei Ilse Schwidetzky) in Mainz und Ulm. Nach dem Abschluss (M.A.) befasste er sich auch mit Ethnologie und Museologie. Er war am Institut für Humangenetik und Anthropologie des Universitätsklinikums der Universität Ulm und in mehreren Museen in Norddeutschland tätig. Vonderach ist Ende der 1990er und Anfang der 2000er Jahre als Autor bzw. Rezensent in Fachzeitschriften (Zeitschrift für Volkskunde: Beiträge zur Kulturforschung und Anthropologie: International Journal of Human Diversity and Evolution) und Jahrbüchern (Alemannisches Jahrbuch und Stader Jahrbuch) in Erscheinung getreten.
Sein Band (2005) mit volkskundlichen Fotografien des Heimatfotografen und -dichters Wilhelm Carl-Mardorf, eine Veröffentlichung des Landwirtschaftsmuseums Lüneburger Heide, wurde in der Frankfurter Allgemeinen Zeitung rezensiert. Im Jahre 2009 veröffentlichte er auf Grundlage der im Stadtmuseum Oldenburg zugänglichen Briefe der während der NS-Zeit nach Großbritannien emigrierten und mit dem jüdischen Architekten Erwin Anton Gutkind liierten Sinologin Anneliese Bulling das Werk Von Ellwürden nach Hampstead, welches vom Archäologen Jörgen Welp als „lebendig geschrieben und gut lesbar“ bezeichnet wurde. Das ebenfalls „gut lesbare[] und klar gegliederte[]“ Werk Die deutschen Regionalcharaktere (2012 in der Husum Druck- und Verlagsgesellschaft) wurde durch den Jenaer Soziologen Karl Friedrich Bohler empfohlen, denn der Autor lege eine „kritische[], am methodischen Standard sowohl der quantitativen wie qualitativen Geschichts- und Sozialforschung orientierte[] Durchsicht der historischen und sozialpsychologischen Bestände“ vor. Im Jahre 2015 legte er im Oldenburger Isensee Verlag eine Kleine Geschichte des Oldenburger Landes vor. Weitere kleinere Beiträge u. a. zur Geschichte der Krankenversorgung in Wildeshausen, Landkreis Oldenburg, erschienen in der Reihe Wildeshauser Schriften für Heimat, Geschichte & Kultur des Bürger- und Geschichtsvereins Wildeshausen e.V.
Darüber hinaus veröffentlicht(e) Vonderach 2006 in der von Politikwissenschaftlern als rassistisch bezeichneten britischen Zeitschrift Mankind Quarterly und bis heute im Umfeld der Neuen Rechten (Junge Freiheit, Sezession, Neue Ordnung u. a.). Im beim einschlägigen Grazer Ares-Verlag erschienenen Band Anthropologie Europas (2008) mache er sich mit der anthropologischen NS-Forschung gemein, so die Rezensenten von Interdisciplinaria Archaeologica – Natural Sciences in Archaeology. Einerseits sei das Buch zwar technisch gesehen hochwertig, andererseits lasse seine Literaturauswahl zu wünschen übrig und die Übersetzungen seien fehlerbehaftet. Außerdem seien einige Schlussfolgerungen nicht nachvollziehbar. In HOMO — Journal of Comparative Human Biology befand der Ulmer Anthropologe Friedrich Wilhelm Rösing, Sohn der NS-Rasseforscherin Ilse Schwidetzky und zeitweiligen Herausgeberin der Zeitschrift Homo, laut Verlagsseite ein Lehrer Vonderrachs, dass der Autor Alternativen und Widersprüche diskutiere und in der Regel gute Begründungen für Entscheidungen liefere. Vonderach verwerfe somit auch keine wissenschaftlichen Konzepte nur aufgrund lebensverneinender Ideologie. Der Berliner Politikwissenschaftler und Theologe Felix Dirsch, selbst Gastbeiträger der Sezession, erkannte eine „Fülle von Belegen für eine ‚genetische Identität‘ der Völker“. Laut Chronik referierte Vonderach 2008 und erneut 2009 bei den sogenannten „Sommerakademien“ der neurechten Denkfabrik Institut für Staatspolitik (IfS), die durch den Kubitschek-Nachfolger Erik Lehnert, Philosoph, geleitet wird. Bereits 2001 gehörte Vonderach zu den Unterzeichnern des in der Jungen Freiheit erschienenen Appells „Gegen die Entlassung konservativer Soldaten“ (Götz Kubitschek).
Vonderach lebt gegenwärtig in Oldenburg.

## Schriften (Auswahl)
Monografien
- Anthropologie Europas: Völker, Typen und Gene vom Neandertaler bis zur Gegenwart. Ares-Verlag, Graz 2008, ISBN 978-3-902475-52-7.
- Von Ellwürden nach Hampstead: Die Briefe der Oldenburger Emigrantin Anneliese Bulling. Ein Beitrag zur Mentalitätsgeschichte des Oldenburger Bürgertums in der Zeit des Nationalsozialismus (= Rüstringer Bibliothek). Hrsg. vom Rüstringer Heimatbund, Nordenham 2009, ISBN 978-3-00-027620-0.
- Die deutschen Regionalcharaktere: Psychologie und Geschichte. Husum Druck- und Verlagsgesellschaft, Husum 2012, ISBN 978-3-89876-592-3.
- Schlösser und Herrensitze im Osnabrücker Land. Isensee, Oldenburg 2012, ISBN 978-3-89995-837-9.
- Sozialbiologie: Geschichte und Ergebnisse (= Berliner Schriften zur Ideologienkunde. Bd. 2). Institut für Staatspolitik, Schnellroda 2012, ISBN 978-3-939869-62-7.
- Völkerpsychologie: Was uns unterscheidet. Antaios, Schnellroda 2014, ISBN 978-3-944422-26-8.
- Kleine Geschichte des Landes Oldenburg. Isensee, Oldenburg 2015, ISBN 978-3-7308-1188-7.
- Gab es Germanen? Eine Spurensuche. Antaios, Schnellroda 2017, ISBN 978-3-944422-98-5.
- Anthropologie des früheren Ostdeutschlands (vor 1945). Ethnische Schichtung und Sozialbiologie. Lindenbaum, Beltheim-Schnellbach 2019, ISBN 978-3-938176-64-1.
- Die Dekonstruktion der Rasse: Sozialwissenschaften gegen die Biologie. Ares-Verlag, Graz 2020, ISBN 978-3-99081-021-7.
- Die deutschen Stämme. Lindenbaum, Beltheim-Schnellbach 2021, ISBN 978-3-938176-87-0.

Fotoband
- Landleben in der Heide: Volkskundliche Fotografien von Wilhelm Carl-Mardorf (1890–1970) (= Veröffentlichungen des Landwirtschaftsmuseums Lüneburger Heide. 12). Boyens, Heide 2005, ISBN 3-8042-1163-1.

Beiträge in Sammelbänden
- mit Eva-Maria Ameskamp: In eigener Sache: Vom Fremdenverkehrsverein zum Bürger- und Geschichtsverein. In: Bernd Oeljeschläger (Verantw.): Glasknöpfe, Senftöpfe und Erdalfrosch (= Wildeshauser Schriften für Heimat, Geschichte und Kultur. Bd. 2). Hrsg. vom Bürger- und Geschichtsverein Wildeshausen e.V., Bürger- und Geschichtsverein Wildeshausen, Wildeshausen 2002, ISBN 3-9808559-0-2, S. 2 ff.
- „Lebenszeichen von mir“. Krieg und Gefangenschaft in den Briefen der Brüder Heitzhausen. In: Bernd Oeljeschläger (Verantw.): „Gestunken hat es jedenfalls nicht“ (= Wildeshauser Schriften für Heimat, Geschichte & Kultur. Bd. 3). Hrsg. vom Bürger- und Geschichtsverein Wildeshausen, Aschenbeck und Holstein, Wildeshausen 2003, ISBN 3-932292-49-9, S. 75 ff.
- Vom Siekenhof zum Krankenhaus. Zur Geschichte der Krankenversorgung in Wildeshausen und „Zauberberg“ in Wildeshausen. Geschichte der „Großherzogin-Elisabeth-Heilstätte“. In: Bernd Oeljeschläger (Verantw.): „Und schon wird Licht!“ (= Wildeshauser Schriften für Heimat, Geschichte & Kultur. Bd. 5). Hrsg. vom Bürger- und Geschichtsverein Wildeshausen e.V., Aschenbeck & Holstein, Wildeshausen 2005, ISBN 3-932292-35-9, S. 8 ff. und S. 17 ff.
- Agrargeschichte im Freilichtmuseum. Das Museumsdorf Hösseringen als Landwirtschaftsmuseum der Lüneburger Heide. In: Gerd Vonderach (Hrsg.): Begegnung mit historischen Arbeitswelten: Ausgewählte ländliche Museen mit Schwerpunkten vergangener regionaler Wirtschaftsweisen (= Buchreihe Land-Berichte. Bd. 6). Shaker, Aachen 2012, ISBN 978-3-8440-0741-1, S. 30 ff.